# Bråne
Bråne är en bebyggelse i Grava socken i Karlstads kommun, Värmlands län. SCB avgränsar Bråne som en småort från 2023.